# علی مطشر
علی مطشر (عربی: علي مطشر؛ زادهٔ ۷ مهٔ ۱۹۸۹) یک بازیکن فوتبال اهل عراق است.
وی همچنین در تیم ملی فوتبال عراق بازی کرده‌است.